# Centro Forestal
Centro Forestal es una localidad argentina ubicada en el Departamento Palpalá de la Provincia de Jujuy. Se encuentra a 1 kilómetro de la Ruta Provincial 56 y el río Grande de Jujuy, y a 15 km al este de San Salvador de Jujuy.
La villa tuvo su origen como un centro para la provisión de carbón vegetal para los Altos Hornos Zapla, llegando a contar con pileta, cine y una variedad de servicios. Para la elaboración del carbón se utilizaba una forestación de 15 mil kilómetros cuadrados de eucalipto. Tras la privatización de AHZ durante los años '90, la localidad fue decayendo. Actualmente su población trabaja principalmente en Palpalá y San Salvador, más algunos emprendimientos agrícolas. En el acceso al pueblo hay una escuela agrotécnica. En general el pueblo presentaba un aspecto de decadencia con muchas casas abandonadas y escasos servicios y hasta problemas con la provisión de agua potable. Está prevista la edificación de un plan de 50 nuevas viviendas por parte del municipio y la pavimentación del camino de acceso por parte de la provincia. En 2014 se inició la construcción de la Casa Educativa Terapéutica de SEDRONAR (Secretaría de Programación para la Prevención de la Drogadicción y la Lucha contra el Narcotráfico, dependiente de Presidencia de la Nación), construida conjuntamente con el Ministerio de Planificación Federal y la Municipalidad de Palpalá. Dicha obra, inaugurada el 7 de abril de 2015, implicó para el poblado la recuperación total del cine, el gimnasio, la pileta y el reciclado de la antigua confitería que se convirtió en la CET. Además durante 2014 y 2015 se proveyó de fibra óptica para conectividad digital y cordón cuneta a todo el pueblo. De esta manera, Centro Forestal ha recuperado protagonismo provincial y regional. 